# Теорема Ферма про прямокутний трикутник

Два прямокутні трикутники, в яких два катети верхнього дорівнюють катету та гіпотенузі нижнього. Для цих довжин,, і утворюють арифметичну прогресію з різнисею. При цьому неможливо, щоб усі чотири довжини,, та були цілими числами.

Теорема Ферма про прямокутний трикутник — доведення неіснування в теорії чисел, опубліковане 1670 року серед праць П'єра Ферма невдовзі після його смерті. Це єдине повне доведення, наведене Ферма. Є багато еквівалентних формулювань, одне з яких навів (але не довів) 1225 року Фібоначчі. У геометричній формі теорема стверджує:
- Прямокутний трикутник на евклідовій площині, в якого довжини всіх трьох сторін — раціональні числа, не може мати площу, яка дорівнює квадрату раціонального числа. Площу прямокутного трикутника з раціональними сторонами називають конгруентним числом, тобто, жодне конгруентне число не може бути квадратним.
- Прямокутний трикутник і квадрат із рівними площами не можуть мати всі сторони, сумірні одна з одною.
- Не існує двох прямокутних трикутників із цілими сторонами, в яких два катети одного трикутника є катетом і гіпотенузою іншого трикутника.

Абстрактніше, як результат щодо діофантових рівнянь (цілочисельні або раціональні розв'язки поліноміальних рівнянь), це еквівалентно таким твердженням:
- Якщо три квадратні числа утворюють арифметичну прогресію, то проміжок між послідовними числами в цій прогресії (який називається конгруумом[en]) сам не може бути квадратним числом.
- Єдиними раціональними точками на еліптичній кривій {\displaystyle y^{2}=x(x-1)(x+1)} є три тривіальні точки з {\displaystyle x\in \{-1,0,1\}} і {\displaystyle y=0}.
- Рівняння четвертого степеня {\displaystyle x^{4}-y^{4}=z^{2}} не має ненульового цілочисельного розв'язку.

Безпосереднім наслідком останнього з цих формулювань є те, що велика теорема Ферма істинна в частковому випадку, коли показник степеня дорівнює 4.

## Формулювання

### Квадрати в арифметичній прогресії
1225 року імператор Фрідріх II запропонував математику Фібоначчі взяти участь у математичному змаганні з кількома іншими математиками, поставивши йому три задачі, які запропонував його придворний філософ Іван Палермський. Перша з задач полягала у відшуканні трьох раціональних чисел, квадрати яких розташовані на однаковій відстані один від одного на п'ять одиниць. Фібоначчі розв'язав ці три задачі за допомогою цих трьох чисел. {\displaystyle 31/12}, {\displaystyle 41/12}, та {\displaystyle 49/12}. У «Книзі квадратів», яку Фібоначчі опублікував пізніше того ж року, він розв'язав загальнішу задачу знаходження трійок квадратів, рівновіддалених один від одного, утворюючи арифметичну прогресію. Фібоначчі назвав проміжок між цими числами конгруумом. Один зі способів опису ррозв'язання Фібоначчі полягає в тому, що числа, які потрібно піднести до квадрата, є різницею катетів, гіпотенузою та сумою катетів піфагорового трикутника, і що конгруум у чотири рази більший за площу цього трикутника. Фібоначчі зауважив, що сам конгруум не може бути квадратним числом, але не надав задовільного доведення цього факту.
Якби три квадрати {\displaystyle a^{2}}, {\displaystyle b^{2}} і {\displaystyle c^{2}} могли утворити арифметичну прогресію, конгруум якої також був би квадратом {\displaystyle d^{2}}, то ці числа задовольняли б діофантові рівняння {\displaystyle {\begin{aligned}a^{2}+d^{2}&=b^{2},\\b^{2}+d^{2}&=c^{2}.\\\end{aligned}}}Тобто, за теоремою Піфагора, вони утворюють два цілочисельні прямокутні трикутники, в яких пара {\displaystyle (d,b)} дає один катет і гіпотенузу меншого трикутника, а також утворює два катети більшого трикутника. Але якщо (як стверджував Фібоначчі) не може існувати квадратний конгруум, то не може існувати двох цілочисельних прямокутних трикутників, які мають дві такі спільні сторони.

### Площі прямокутних трикутників
Оскільки конгруум — це число, рівне помноженій на чотири площі піфагорового трикутника, а множення на чотири залишає число квадратним, існування квадратного конгруума еквівалентне існуванню піфагорового трикутника з квадратною площею. Саме цього варіанту задачі стосується доведення Ферма: він показує, що такого трикутника не існує. Розглядаючи цю задачу, Ферма надихався не Фібоначчі, а виданням «Арифметики» Діофанта, яке 1621 року в перекладі французькою мовою опублікував Клодом Гаспаром Баше де Мезіріаком. У цій книзі описано різні особливі прямокутні трикутники, площі яких мають форми, пов'язані з квадратними числами, але не розглянуто випадок площ, які самі є квадратними числами.
Переставляючи рівняння для двох згаданих піфагорових трикутників, а потім перемноживши їх, отримуємо діофантове рівняння
{\displaystyle b^{4}-d^{4}=(b^{2}-d^{2})(b^{2}+d^{2})=a^{2}c^{2}}
яке можна спростити, ввівши нову змінну {\displaystyle e=ac}, до {\displaystyle b^{4}-d^{4}=e^{2}.} І навпаки, будь-які три додатні цілі числа, що задовольняють рівняння {\displaystyle b^{4}-d^{4}=e^{2}}, приводять до квадратного конгрууму: для цих чисел квадрати {\displaystyle (b^{4}-d^{4}-2b^{2}d^{2})^{2}}, {\displaystyle (b^{4}+d^{4})^{2}}, та {\displaystyle (b^{4}-d^{4}+2b^{2}d^{2})^{2}} утворюють арифметичну прогресію з конгруумом {\displaystyle 4b^{2}d^{2}(b^{4}-d^{4})=(2bde)^{2}}, який сам є квадратом. Отже, розв'язність {\displaystyle b^{4}-d^{4}=e^{2}} еквівалентна існуванню квадратного конгруума. Але, якби велика теорема Ферма мала контрприклад для показника степеня {\displaystyle 4}, цілочисельний розв'язок рівняння {\displaystyle x^{4}+y^{4}=z^{4}}, то піднесення до квадрата одного з трьох чисел у контрприкладі дало б три числа, які є розв'язком рівняння {\displaystyle b^{4}-d^{4}=e^{2}} Отже, доведення Ферма того, що жоден піфагорів трикутник не має квадратної площі, доводить велику теорему Ферма для показника степеня {\displaystyle 4}.
Інше еквівалентне формулювання цієї ж задачі стосується конгруентних чисел, тобто, чисел, які є площами прямокутних трикутників, три сторони яких є раціональними числами. Помноживши сторони на спільний знаменник, будь-яке конгруентне число можна перетворити на площу піфагорового трикутника, з чого випливає, що конгруентні числа — це саме числа, утворені множенням конгруума на квадрат раціонального числа. Отже, існування квадратного конгруума еквівалентне твердженню, що число 1 не є конгруентним числом. Інший, більш геометричний спосіб цього формулювання полягає в тому, що квадрат (геометрична фігура) та прямокутний трикутник не можуть мати одночасно однакові площі та всі сторони, сумірні одна одній.

### Еліптична крива

Еліптична крива y^{2} = x(x + 1)(x − 1). Три раціональні точки (−1,0), (0,0) та (1,0) — це перетини цієї кривої з віссю x.

Ще одна еквівалентна форма теореми Ферма включає еліптичну криву, що складається з точок, координати яких {\displaystyle (x,y)} задовольняють рівняння
{\displaystyle y^{2}=x(x+1)(x-1).}
Точки (−1,0), (0,0) та (1,0) дають очевидні розв'язки цього рівняння. Теорема Ферма еквівалентна твердженню, що це єдині точки на кривій, для яких обидва {\displaystyle x} і {\displaystyle y} є раціональними. У загальнішому випадку, прямокутні трикутники з раціональними сторонами та площею {\displaystyle n} відповідають один до одного раціональним точкам з додатними координатами {\displaystyle y} на еліптичній кривій {\displaystyle y^{2}=x(x+n)(x-n)}.

## Доведення Ферма
За свого життя Ферма кинув виклик кільком іншим математикам щодо доведення неіснування піфагорового трикутника з квадратною площею, але сам не опублікував цього доведення. Однак він написав доведення у своєму примірнику «Арифметики» Діофанта, тому самому примірнику, в якому він писав, що може довести велику теорему Ферма. 1670 року син Ферма, Клемент-Самуель, опублікував видання цієї книги, разом із примітками Ферма на полях із доведенням теореми про прямокутний трикутник.
Доведення Ферма використовує метод нескінченного спуску. Воно показує, що з будь-якого прикладу піфагорового трикутника з квадратною площею можна вивести менший приклад. Оскільки піфагорові трикутники мають площі, виражені додатними цілими числами, і не існує нескінченної спадної послідовності додатних цілих чисел, то не може існувати піфагорового трикутника з площею, вираженою квадратним числом.
Докладніше, припустимо, що {\displaystyle x}, {\displaystyle y} і {\displaystyle z} цілі довжини сторін прямокутного трикутника, площа якого є квадратним числом. Поділивши на всі спільні дільники, можна зробити цей трикутник примітивним і з відомої форми всіх примітивних піфагорових трійок можна задати {\displaystyle x=2pq}, {\displaystyle y=p^{2}-q^{2}} і {\displaystyle z=p^{2}+q^{2}}, після чого задача зводиться до знаходження взаємно простих цілих чисел {\displaystyle p} і {\displaystyle q} (одне з яких парне), таких, що площа {\displaystyle pq(p^{2}-q^{2})} є квадратом. Щоб це число було квадратом, його чотири лінійні множники {\displaystyle p}, {\displaystyle q}, {\displaystyle p+q} і {\displaystyle p-q} (які є взаємно простими) самі повинні бути квадратами; нехай {\displaystyle p+q=r^{2}} і {\displaystyle p-q=s^{2}}. Як {\displaystyle r}, так і {\displaystyle s} мають бути непарними, оскільки лише одне з {\displaystyle p} і {\displaystyle q} є парним, а інше — непарне. Отже, {\displaystyle r-s} та {\displaystyle r+s} — парні, і одне з них ділиться на 4. Ділення їх на два дає ще два цілих числа {\displaystyle u=(r-s)/2} і {\displaystyle v=(r+s)/2}, одне з яких парне (див. попереднє речення). Оскільки {\displaystyle u^{2}+v^{2}=(r^{2}+s^{2})/2=p} — квадрат, {\displaystyle u} і {\displaystyle v} є катетами іншого піфагорового трикутника, площа якого {\displaystyle uv/2=q/4}. Оскільки {\displaystyle q} є квадратом, і оскільки {\displaystyle uv} — парне, {\displaystyle q/4} теж є квадратом. Отже, будь-який піфагорів трикутник із квадратною площею приводить до меншого піфагорового трикутника з квадратною площею. Доведення закінчено.